# Manchukuos kejserliga armé
Manchukuos kejserliga armé var den japanska lydstaten Manchukuos (1932-1945) landstridskrafter i krig. Armén slogs i andra sino-japanska kriget, Sovjet-japanska gränskriget och andra världskriget. Den högsta befälhavaren var officiellt Manchukuos kejsare Puyi (tidigare kejsare av Kina), men egentligen kontrollerades styrkorna av den japanska armén.

## Militära grader
|                           | Militär grad                      | Gradbeteckning |
| Kejsaren 皇帝             | Överbefälhavare 總司令            |                |
| Generalspersoner 将官     | General 上将                      |                |
| Generalspersoner 将官     | Generallöjtnant 中将              |                |
| Generalspersoner 将官     | Generalmajor 少将                 |                |
| Regementsofficerare 校官  | Överste 上校                      |                |
| Regementsofficerare 校官  | Överstelöjtnant 中校              |                |
| Regementsofficerare 校官  | Major 少校                        |                |
| Kompaniofficerare 尉官    | Kapten 上尉                       |                |
| Kompaniofficerare 尉官    | Löjtnant 中尉                     |                |
| Kompaniofficerare 尉官    | Underlöjtnant 少尉                |                |
| Officersaspiranter 准士官 | Fänrik 准尉                       |                |
| Underofficerare 副士官    | Fanjunkare 上士                   |                |
| Underofficerare 副士官    | Sergeant 中士                     |                |
| Underofficerare 副士官    | Furir 下士                        |                |
| Underofficerare 副士官    | Tjänsteförrättande furir 下士勤務 |                |
| Manskap 兵                | Korpral 上等兵                    |                |
| Manskap 兵                | Vicekorpral 一等兵                |                |
| Manskap 兵                | Menig 二等兵                      |                |